# Франк П'ясецький
Франк Ніколас П'ясецький (англ. Frank Piasecki, 24 жовтня 1919 року, Філадельфія, штат Пенсільванія, США — 11 лютого 2008 року, Гаверфорд, штат Пенсільванія, США) — американський авіаконструктор польського походження, піонер розробки вертольотів поздовжньої схеми.
У 1940 році разом зі своїм однокласником Говардом Вензі утворив компанію PV Engineering Forum, що пізніше стала Piasecki Helicopter Corporation (з 1946 року). Побудував одномісний одногвинтової вертоліт PV-2, вперше підняв його в повітря 11 квітня 1943 року. Цей вертоліт справив враження на ВМС США і П'ясецький отримав офіційний військовий контракт.
Розробив подовжню схему для вертольотів, де несучі гвинти розташовані в носовій і хвостовій частині фюзеляжу.
Будував такі вертольоти як Piasecki HRP Rescuer, Piasecki H-21, CH-46 Сі Найт, CH-47 Чинук.
Після конфлікту з Радою директорів пішов у 1955 році з Piasecki Helicopter і заснував Piasecki Aircraft Corporation.
У 1956 році назву Piasecki Helicopter було змінено на Vertol Aircraft Corporation (від «вертикальний зліт-посадка» — vertical takeoff and landing), а в 1960 році Vertol була куплена компанією «Боїнг» і стала її підрозділом Boeing Vertol Division (у 1987 році підрозділ перейменовано в Boeing Helicopters).
У 1986 році Президент США Рональд Рейган вручив П'ясецькому вищу технічну нагороду країни — Національну медаль США в області технологій і інновацій.
У 2005 році він отримав прижиттєву нагороду підрозділу Смітсонівського Інституту — Національного музею авіації та космонавтики.
Помер в своєму будинку 11 лютого 2008 року, у віці 88 років, після серії інсультів.

## Особисте життя
П'ясецький одружився з Вівіан О'Гарою Вайерхайзер 20 грудня 1958 р. У них було семеро дітей: Ніколь, Фредерік, Джон, Лінн, Френк, Майкл та Грегорі. Його син Джон У. П'ясецький зараз є президентом і генеральним директором компанії Piasecki Aircraft. Його син Фред В. П'ясецький є головою правління та головним технічним директором авіакомпанії Piasecki. Його дочка Ніколь Піасекі є віце-президентом і генеральним менеджером відділу силових установок для комерційних літаків Boeing.